# Far Eastern Championship Games

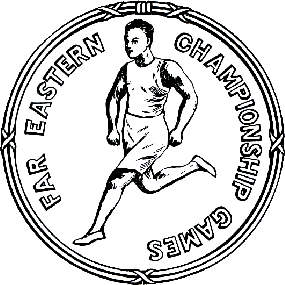
Far Eastern Championship Games

Die Far Eastern Championship Games (auch Far Eastern Championships), deutsch Fernöstliche Spiele (Far Eastern Games/Far East Games), waren ein asiatisches Sportereignis mit zahlreichen Wettkämpfen und gelten als Vorläufer der Asienspiele.

## Geschichte

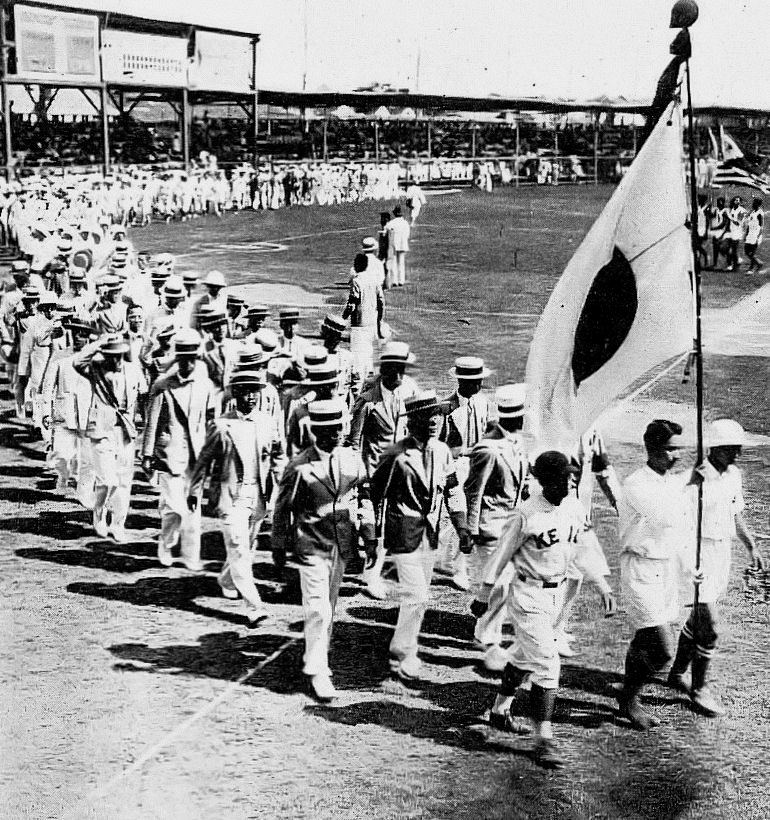
Die japanische Delegation bei den Far Eastern Games 1927.

1913 machte Elwood Brown, der Präsident der Philippine Amateur Athletic Association und der Manila Carnival Games, den Regierungen von China und Japan den Vorschlag, die „Far Eastern Olympic Games“ einzuführen. Zu der Zeit war der US-Amerikaner William Cameron Forbes Governor-General der Philippinen und zugleich von 1911 bis 1913 Präsident der Philippine Amateur Athletic Federation. Forbes formte in dieser Zeit die Far Eastern Olympic Association.
Der erste Wettbewerb wurde am 4. Februar 1913 auf dem Gelände des Manila Carnival Festivals (dem späteren Rizal Memorial Sports Complex) in Malate, Manila, Philippinen eröffnet. Sie wurden als „First Oriental Olympic Games“ bezeichnet. Forbes hatte die Ehre der offiziellen Eröffnung. Sechs Nationen nahmen an dem achttägigen Event teil: das Gastgeberland, damals die „Philippine Islands“, die Republik China, das Kaiserreich Japan, die Federated Malay States (British East Indies), Siam und die britische Kronkolonie Hongkong.
1915 wurde der Name in „Far Eastern Championship Games“ abgeändert und die Vereinigung in „Far Eastern Athletic Association“ umbenannt, als der Wettbewerb in Hongkou Park in Shanghai, China, abgehalten wurde. 1921 wurden sie ein zweites Mal dort abgehalten. Die Spiele wurden normalerweise alle zwei Jahre abgehalten mit Ausnahme von 1929, als Japan entschied das Projekt auf 1930 zu verschieben. Die FEAA entschied dann den Rhythmus auf vier Jahre zu verlängern und die Philippine Islands waren Gastgeber der zehnten Spiele 1934. Niederländisch-Indien (Indonesien) trat 1934 der FECG bei.
Die Spiele 1934 wurden in einer Periode abgehalten, in der sich ein Konflikt zwischen China und Japan nach der Japanischen Invasion in die Mandschurei 1931 anbahnte. Die Aufnahme von Sportlern aus dieser Region verursachte Streit zwischen den beiden Mitgliedsstaaten und es kam zum Zerfall der Far Eastern Athletic Association. Im September 1937 drang Japan beim Zwischenfall an der Marco-Polo-Brücke in China ein und begann damit den Zweiten Japanisch-Chinesischen Krieg. Der Wettbewerb, der für 1938 bereits geplant war, wurde daraufhin abgesagt.

## Wettbewerbe

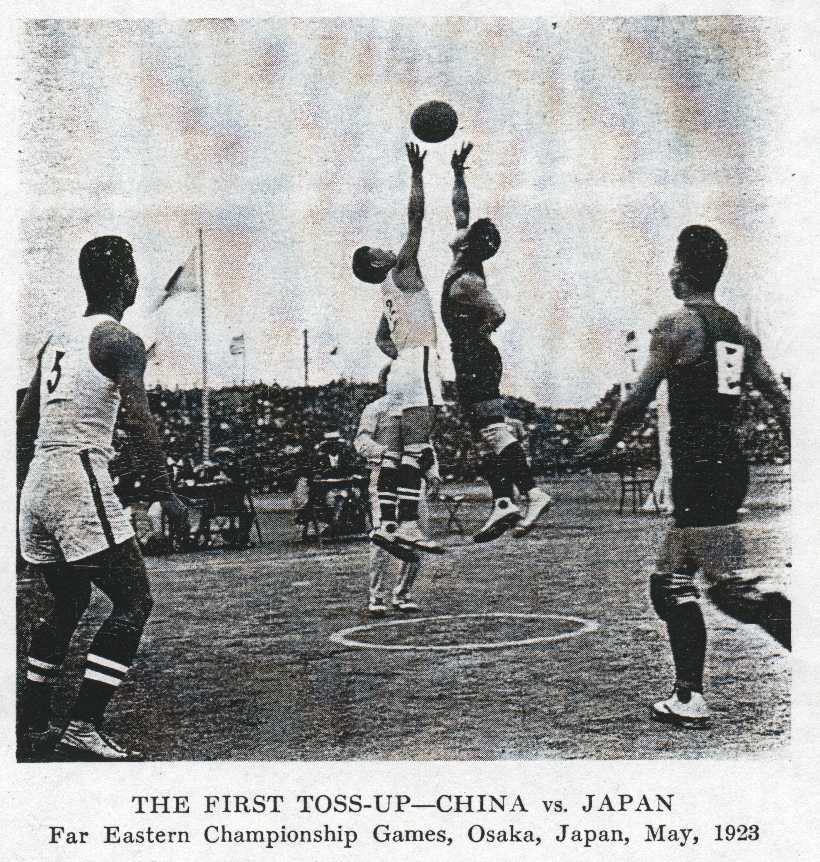
Far Eastern Championship Games 1923.

| Jahr | Wettbewerb | Daten           | Stadt    | Gastgeberland  |
| ---- | ---------- | --------------- | -------- | -------------- |
| 1913 | 1          | 3.–7. Februar   | Manila   | Philippinen    |
| 1915 | 2          | 15.–21. Mai     | Shanghai | Republik China |
| 1917 | 3          | 8.–12. Mai      | Tokio    | Japan          |
| 1919 | 4          | 12.–16. Mai     | Manila   | Philippinen    |
| 1921 | 5          | 30. Mai–3. Juni | Shanghai | Republik China |
| 1923 | 6          | 21.–25. Mai     | Osaka    | Japan          |
| 1925 | 7          | 17.–22. Mai     | Manila   | Philippinen    |
| 1927 | 8          | 28.–31. August  | Shanghai | Republik China |
| 1930 | 9          | 24.–27. Mai     | Tokio    | Japan          |
| 1934 | 10         | 12.–20. Mai     | Manila   | Philippinen    |
| 1938 | 11         | abgesagt        | Osaka    | Japan          |

## Sportarten
Wettkämpfe aus neun verschiedenen Sportarten wurden in den Wettbewerben ausgetragen. Acht der Sportarten wurden in jedem der Wettbewerbe angeboten und nur Radrennen wurden ein einziges Mal, 1915, ausgetragen.
- Baseball
- Basketball
- Fußball
- Leichtathletik
- Radsport
- Schwimmen
- Tennis
- Volleyball
- Wasserspringen

## Teilnehmende Nationen
- Republik China (alle Wettbewerbe)
- Niederländisch-Indien (nur 1934)
- Federated Malay States (nur 1913)
- Hongkong (nur 1913)
- Britisch Indien (nur 1930)
- Kaiserreich Japan (alle Wettbewerbe)
- Philippinen (alle Wettbewerbe)
- Siam (nur 1913)